# جون إم. إيفانز
جون إم. إيفانز هو سياسي أمريكي، ولد في 12 فبراير 1820، وتوفي في 23 أغسطس 1903. انتخب عضو جمعية ولاية ويسكونسن ‏.